# Johan Kievit

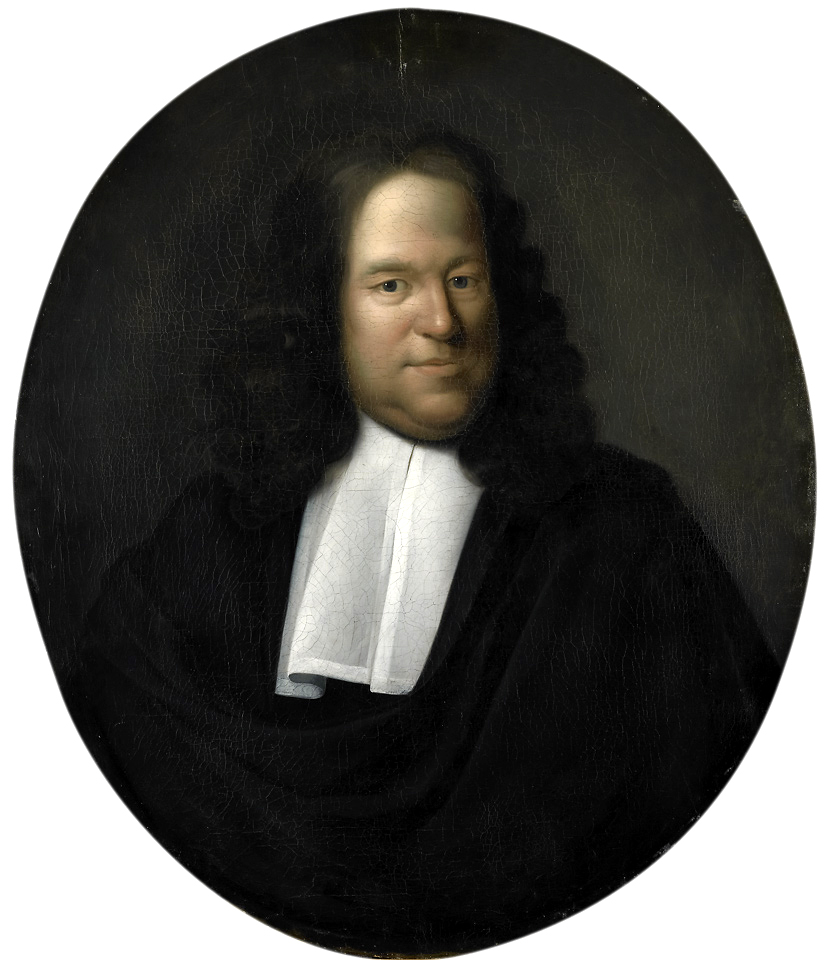
Johan Kievit

Johan Kievit (1627 - 1692) was een orangistische Rotterdamse regent die een belangrijke rol speelde in de affaire met Ritmeester Buat en bij het lynchen van de broers Cornelis en Johan de Witt. Kievit was getrouwd met Alida Tromp, een zus van Cornelis Tromp. Van 1664 tot 1666 was hij bewindvoerder bij de Rotterdamse kamer van de Vereenigde Oostindische Compagnie (VOC).
Johan Kievit moest in augustus 1666 naar Engeland vluchten omdat hij tijdens de Tweede Engels-Nederlandse Oorlog - via de genoemde Buat - in het geheim met de Engelsen had onderhandeld over de restauratie van het Huis van Oranje als stadhouder van de Republiek der Zeven Verenigde Nederlanden. Hij zou een moordplan op raadpensionaris Johan de Witt bedacht hebben en werd hiervoor bij verstek ter dood veroordeeld.
Daarnaast speelde nog iets. Na de Tweedaagse Zeeslag, waarbij Cornelis Tromp zich nogal bedenkelijk had gedragen, verscheen een vlugschrift met als titel "Verslag van de Heeren van Sommelsdijk", waarin de dapperheid van de orangist Tromp werd bezongen en de luitenant-admiraal Michiel de Ruyter, benoemd door de Staten, van lafhartigheid werd beschuldigd. Kievit werd algemeen beschouwd als de schrijver van dit stuk.
In Engeland werd Kievit financieel onderhouden door koning Karel II van Engeland. In 1672, het rampjaar, scheef Kievit een brief aan de Rotterdamse vroedschap met het dringende verzoek de enige legitieme zoon van de overleden stadhouder Willem II van Oranje te steunen door hem toegang tot de vroedschap te verlenen. Hij stuurt deze brief op het goede moment, want Oranjegezinde vroedschapleden waren tot voor het rampjaar zeldzaam maar op dat moment was het historische tij mee. De prins wordt later dat jaar aangesteld tot stadhouder Willem III. Vlak na die benoeming verzoekt de prins het Hof om de veroordeling van Kievit nietig te verklaren. Het Hof gaat akkoord mits de Rotterdamse vroedschap instemt, wat gebeurt. Kievit wordt met een eresalvo aan de stadspoort van Rotterdam ontvangen.
In juli 1672 werd Cornelis de Witt door de barbier-chirurgijn Willem Tichelaar beschuldigd van het beramen van een moordpoging op prins Willem III. Cornelis werd gevangengezet in de Gevangenpoort te 's-Gravenhage. Toen zijn broer Johan hem kwam ophalen, in de val gelokt door een vervalste boodschap die zogenaamd van Cornelis afkomstig was, werden beiden vanuit een opgejutte menigte schutters door een groep samenzweerders uit de kliek rond Johan Kievit en Cornelis Tromp uit de gevangenis gesleurd. Johan de Witt werd meteen met een nekschot afgemaakt, zijn broer Cornelis werd neergeslagen, -geschoten en -gestoken. Beide lichamen werden opengereten, ontmand en naakt ondersteboven opgehangen.
Op 14 september 1672 werd Kievit uit dank voor zijn steun aan Willem III benoemd tot pensionaris van Rotterdam. In 1673 werd hij advocaat-fiscaal bij de Admiraliteit van de Maze en vijf jaar later werd hij zelfs burgemeester van Rotterdam.
In 1689 werd hij uit de Republiek der Zeven Verenigde Nederlanden verbannen, omdat hij zich als advocaat-fiscaal schuldig had gemaakt aan grootscheepse fraude, die overigens al in 1685 aan het licht was gekomen. Zijn dochter Deborah betaalde een boete van 20.000 gulden om haar vader uit hechtenis vrij te kopen.

## Schilderij
Het portret is van de hand van Pieter van der Werff en is tussen 1695 en 1722 vervaardigd. Het behoort tot een reeks portretten van VOC-bewindvoerders uit Rotterdam en is afkomstig uit het Oostindisch Huis aan de Boompjes; collectie Rijksmuseum Amsterdam.